# Keith Waterhouse
Pour les articles homonymes, voir Waterhouse.
Compléments
Royal Society of Literature
Keith Waterhouse, né le 6 février 1929 à Leeds et mort le 4 septembre 2009  à Londres, est un journaliste et écrivain britannique.

## Œuvres
- There Is a Happy Land (1957)
- Billy Liar (1959)

- traduit en français sous le titre Billy le menteur par Jacqueline Le Begnec, Paris, Mercure de France, coll. « Parallèles », 1965, 221 p. (BNF 33220795)
- Jubb (1963)

- traduit en français sous le titre Jubb par Claude Lévy, Éditions Gallimard, coll. « Du monde entier », 1967, 251 p. (BNF 33220796)
- The Bucket Shop (1968)
- Everything Must Go (1969)
- Mondays, Thursdays (1976)
- Office Life (1978)
- Maggie Muggins (1981)
- In the Mood (1983)
- Mrs. Pooter's Diary (1983)
- Thinks (1984)
- Waterhouse at Large (1985)
- The Collected Letters of a Nobody (1986)
- Jeffrey Bernard is unwell (1989)

- traduit en français sous le titre Jeffrey Bernard est souffrant par , Arles, France, Actes Sud, coll. « Papiers », 2008, 58 p.  (ISBN 2-7427-2973-9)
- Our Song(1988)
- Bimbo (1990)
- Unsweet Charity (1992)
- Soho (2001)
- Palace Pier (2003)